# Кемпф, Фредерик
Фредерик Кемпф, известный как Фредди Кемпф (англ. Frederick Kempf, Freddy Kempf; род. 1977, Кройдон) — британский пианист и дирижёр.

## Становление музыканта
Фредерик Кемпф родился 14 октября 1977 года в Кройдоне (одном из 32 лондонских боро, на юге Большого Лондона) в семье японки и немца. Родители Фредди — простые служащие, не имеющие отношения к профессиональной музыке. Единственным известным музыкантом в роду был дальний родственник по линии отца — немецкий пианист и композитор Вильгельм Кемпф (1895—1991).
Музыкой Фредди начал заниматься в четыре года — после того, как на Рождество выбрал себе в подарок заинтересовавшую его непонятную игрушку, оказавшуюся детской музыкальной клавиатурой. С помощью мамы, которую в детстве по японским традициям обучали игре на фортепиано, Фредди уже к Новому году освоил мелодии, предложенные в руководстве к игрушке, и выучил вальс Шопена, который знала мама. Затем мальчик решил, что ему нужен учитель, чтобы серьёзно заниматься музыкой. До этого ребёнок страстно мечтал стать автогонщиком и теннисистом, что родители не поддержали. Но на этот раз им пришлось уступить, и они исполнили желание сына: с маленьким Фредди частным образом стала заниматься семейная пара учителей. Изначально мальчика обучали сольфеджио и игре на фортепиано, а вскоре присоединились занятия на скрипке, гитаре и флейте. Однако гитара и флейта быстро отошли в сторону, а вот в игре на скрипке Фредерик впоследствии достиг определённых результатов: в студенчестве он исполнял скрипичные концерты Лало, Мендельсона, Паганини, Брамса, Чайковского. В дальнейшем Фредди оставил скрипку и сделал выбор в пользу главного инструмента в своей жизни — рояля.
Первое платное выступление Фредерика состоялось в шесть лет — в церкви неподалёку от его дома. А уже в восьмилетнем возрасте юный музыкант привлёк внимание слушателей, исполнив с лондонским Королевским филармоническим оркестром 12‑й фортепианный концерт Моцарта в Королевском фестивальном зале. Ребёнка-виртуоза вскоре пригласили в Германию, чтобы повторить там его выступление.
Фредди Кемпф получил образование в школе Святого Эдмунда (Кентербери) St.Edmund’s School Canterbury и Королевской академии музыки. Важнейшим и основополагающим наставником по фортепиано стал для юного музыканта известный английский пианист и педагог Рональд Смит [Ronald Bertram Smith] (3 января 1922 — 27 мая 2004), у которого Фредди учился с 6-летнего возраста в течение восьми лет.
В последующем у Фредерика было ещё несколько учителей по фортепиано и скрипке: Кристофер Элтон Christopher Elton, Clarence Myerscough (27 октября 1930 — 8 октября 2000), Хэмиш Милн (родился 27 апреля 1939), Говард Дэвис (9 апреля 1940 — 5 февраля 2008); а уже будучи зрелым музыкантом Кемпф брал уроки по дирижированию у Мэтью Кури Matthew Coorey (родился 25 октября 1973).
В 1987 году Фредди Кемпф выиграл Первый национальный конкурс имени Моцарта в Англии. В 1992 году Фредерик одержал победу на ежегодном конкурсе молодых музыкантов BBC Young Musician of the Year, исполнив «Рапсодию на тему Паганини» Сергея Рахманинова. Именно эта награда принесла юноше известность. В 1996 году молодой пианист выиграл международные прослушивания, что позволило ему дебютировать в Карнеги-холле в Нью-Йорке.
Значительное место в репертуаре артиста занимает русская музыка. Важнейший вклад в формирование Фредди Кемпфа как исполнителя русской музыки внёс российский пианист и педагог, профессор Казанской консерватории Эммануил Александрович Монасзон (18 апреля 1927 — 15 апреля 2010), который помогал пианисту готовиться к конкурсу Чайковского и в дальнейшем давал уроки на протяжении нескольких лет. По воспоминаниям Фредерика и других учеников профессора, Эммануил Александрович старался развивать не только музыкантские навыки своих подопечных, но и общекультурные и умственные стороны личности, привлекая для этого широчайший спектр своих знаний во всех областях искусства, которыми призван был овладеть и ученик.

## Музыкальная деятельность
Мировое признание пришло к Фредерику Кемпфу в 1998 году, когда он стал лауреатом III премии XI Международного конкурса имени П. И. Чайковского. По иронии судьбы, неприсуждение I премии, вызвавшее возмущённые протесты как со стороны слушателей, так и со стороны российской прессы, обвинившей некоторых судей в предвзятости, не только не помешало, напротив, — скорее, помогло Фредерику сделать феноменальную карьеру как в России, так и в мире.
Уже в апреле 1999 года Фредди Кемпф провёл в России серию телепередач и аншлаговых концертов. Его популярность сравнивали с популярностью первого победителя конкурса имени Чайковского Вэна Клайберна. 27 апреля 2018 года Фредерик сольным концертом в Большом зале Московской консерватории отметил двадцатилетие музыкальной деятельности в России. Более 10 % всех выступлений Кемпфа проходит именно в России. Музыкант побывал во многих городах: неоднократно выступал не только в Москве и Санкт-Петербурге, но и в Екатеринбурге, Омске, Воронеже, Новосибирске, Тюмени, Перми, а также в Казани, Челябинске, Барнауле, Самаре, Ижевске, Рязани, Алапаевске, Каменске-Уральском, Черноголовке и других. Он участвовал во многих российских и международных музыкальных фестивалях, проводимых в России, среди которых: Платоновский, «Музыкальная коллекция», «Алябьевская музыкальная осень», памяти С. В. Рахманинова «Белая сирень», «Евразия», «На родине П. И. Чайковского».
Сольные концерты Кемпфа проходят с неизменным аншлагом на важнейших музыкальных площадках, включая Большой зал Московской консерватории, Концертный зал имени Чайковского, Большой и Малый залы Санкт-Петербургской филармонии, Берлинский концертный зал, Варшавскую филармонию, Консерваторию имени Верди в Милане, Букингемский дворец, Королевский фестивальный зал в Лондоне, Bridgewater Hall в Манчестере, Сантори-холл в Токио, Сиднейский City Hall и многие другие.
Фредди Кемпф записывается на BIS Records и имеет обширную дискографию, которая включает произведения Баха, Бетховена, Шумана, Шопена, Листа, Чайковского, Рахманинова, Прокофьева, Стравинского, Мусоргского, Балакирева, Равеля, Гершвина, Шостаковича, Шнитке.
Пианист сотрудничает с известными дирижёрами:
- Шарль Дютуа,
- Василий Петренко,
- Эндрю Дэвис,
- Василий Синайский,
- Рикардо Шайи,
- Максим Тортелье,
- Вольфганг Заваллиш,
- Юрий Симонов,
- Юрий Ботнари,
- Александр Дмитриев,
- Юрий Темирканов,
- Владимир Федосеев,
- Алексей Уткин,
- Павел Коган,
- Фёдор Глущенко,
- Валерий Полянский,
- Эндрю Литтон,
- Алан Бурибаев,
- Дмитрий Лисс,
- Александр Сладковский,
- Дмитрий Васильев
- и другие.

Кемпф выступает со многими престижными оркестрами, среди которых: лондонские Королевский филармонический и оркестр «Филармония», Ливерпульский филармонический, Шотландский симфонический, Бирмингемский симфонический, Гётеборгский симфонический, симфонические оркестры Московской и Санкт-Петербургской филармоний, Большой симфонический оркестр имени Чайковского, Государственный академический камерный оркестр России, симфонический оркестр Татарстана, Омский симфонический, Уральский филармонический, оркестры Филадельфии и Сан-Франциско, Филармонический оркестр Ла Скала, Шведский камерный, Тасманский симфонический (Австралия), симфонический оркестр NHK (Япония), Дрезденский филармонический и другие коллективы.
В 2000 году Фредди Кемпф совместно со скрипачом Пьером Бенсайдом и виолончелистом Александром Чаушяном создал Kempf Trio. Музыканты с успехом гастролировали в Европе и США, участвовали в различных фестивалях камерной музыки. На BIS Records вышли три диска Kempf Trio с произведениями Чайковского и Рахманинова, Бетховена, Шостаковича и Шнитке.
Также Фредерик регулярно выступает с такими музыкантами, как флейтист Филипп Юндт Philipp Jundt, скрипачка Катя Леммерманн Katja Lämmermann, квартет Саккони [Sacconi Quartet], Orchestra Antonio Vivaldi. 27 сентября 2016 года Филипп Юндт и Фредди Кемпф выпустили совместный альбом «Ангел-хранитель», состоящий из обработок песен Брамса, — «Guardian Angel: New songs for flute & piano by Johannes Brahms» (Sony Classical).
Среди других выступлений Кемпфа — концерты с Тайваньским национальным симфоническим оркестром, Симфоническим оркестром радио и телевидения Словении, Бергенским филармоническим оркестром, масштабный тур с оркестром Московской филармонии по городам Великобритании (после которого пианист получил высокие оценки прессы).
В последние годы Фредерик Кемпф всё чаще появляется на сцене и как дирижёр. В 2011 году в Великобритании с лондонским Королевским филармоническим оркестром музыкант осуществил новый для себя проект, выступив одновременно в роли пианиста и дирижёра: в течение двух вечеров были исполнены все фортепианные концерты Бетховена. В дальнейшем артист продолжил это интересное начинание с другими коллективами — Корейским симфоническим оркестром, Новозеландским симфоническим оркестром, Симфоническим оркестром острова Кюсю (Япония), оркестром Sinfónica Portuguesa.
27 и 28 марта 2014 года цикл из пяти Бетховенских концертов в исполнении Академического симфонического оркестра, где солистом и дирижёром выступил Фредди Кемпф, был представлен в Большом зале Санкт-Петербургской филармонии.
Сезон 2017—2018 годов музыкант начал совместно с Новозеландским симфоническим оркестром с гастролей по городам Новой Зеландии. Недельный тур Кемпфа — пианиста и дирижёра — состоял из различных концертов для фортепиано с оркестром и носил название «Пианомания».
10 марта 2018 года под управлением Фредерика Кемпфа Государственный академический камерный оркестр России исполнил в Концертном зале имени Чайковского программу из произведений Генделя, Гайдна и Бетховена. 49-й симфонией Йозефа Гайдна маэстро продирижировал наизусть.
В репертуаре Кемпфа-дирижёра, помимо концертов для фортепиано с оркестром, представлена симфоническая музыка Гайдна, Моцарта, Бетховена, Дворжака, Россини. Репертуар музыканта постоянно пополняется.
Фредерик Кемпф награждён премией Classical BRIT Awards как лучший молодой британский исполнитель классической музыки (2001). Артисту также присвоено звание Почётного доктора музыки Университета Кент (2013).
В 2019 году работал в составе жюри XVI Международного конкурса имени П. И. Чайковского (фортепиано).
В 2022 году работал в составе жюри Международного конкурса пианистов, композиторов и дирижёров имени С. В. Рахманинова.
Преподаёт в Мюнхенской городской музыкальной школе.
Фредди всегда тепло отзывается о своих слушателях, неизменно встречается с поклонниками после концертов, он открыт к общению, внимателен и благодушен.
Растяжка кисти пианиста составляет 12 белых клавиш.

## Дискография[26]
- Апрель 1999. BIS-CD-960 = Freddy Kempf plays Schumann

```
Шуман
.
Карнавал, маленькие сцены, написанные на четыре ноты, соч.9 (1834–35);
Токката, соч.7 (1833);
Арабеска, соч.18 (1839);
Юмореска, соч.20 (1839).
```

- Март 2000. BIS-CD-1042 = Freddy Kempf plays Rachmaninov

```
Рахманинов
.
Соната для фортепиано №2 си-бемоль минор, соч.36 (1913/31);
Девять этюдов-картин для фортепиано, соч.39 (1916–17).

Крейслер
 – 
Рахманинов
. «Муки любви» в обработке для фортепиано (1921).
```

- Февраль 2001. BIS-CD-1120 = Beethoven — Last 3 Sonatas

```
Бетховен
.
Соната для фортепиано №30 Ми мажор, соч.109;
Соната для фортепиано №31 Ля-бемоль мажор, соч.110;
Соната для фортепиано №32 до минор, соч.111.
```

- Июль 2001. BIS-CD-1160 = Chopin — Ballades

```
Шопен
.
4 баллады, соч. 23, 38, 47, 52;
Анданте спианато и Большой блестящий полонез, соч.22;
Полонез-фантазия, соч.61;
Фантазия-экспромт, соч.66.
```

- Июль 2002. BIS-CD-1210 = Liszt — Etudes d’execution transcendante

```
Лист
. 12 трансцендентных этюдов, S.139.
```

- Декабрь 2002. BIS-CD-1302 = Tchaikovsky & Rachmaninov — Piano Trios (Kempf Trio)

```
Чайковский
. Фортепианное трио ля минор «Памяти великого художника», соч.50 (1882).

Рахманинов
. Элегическое трио №1 для скрипки, виолончели и фортепиано соль минор (1892).
```

- Июнь 2003. BIS-CD-1260 = Prokofiev — Piano Sonatas

```
Прокофьев
.
Соната для фортепиано №1 фа минор, соч.1 (1909/07);
Этюд для фортепиано ре минор, соч.2 №1 (1909);
Токката для фортепиано ре минор, соч.11 (1912);
Соната для фортепиано №6 Ля мажор, соч.82 (1939-40);
Соната для фортепиано №7 Си-бемоль мажор, соч.83 (1939-42).
```

- Февраль 2004. BIS-CD-1390 = Chopin — Etudes

```
Шопен
. 24 этюда соч.10 и соч.25.
```

- Июль 2004. BIS-SACD-1172 = Beethoven — Piano Trios (Kempf Trio)

```
Бетховен
.
Фортепианное трио №3 до минор, соч.1 №3;
Фортепианное трио №7 Си-бемоль мажор «Эрцгерцог», соч.97.
```

- Январь 2005. BIS-SACD-1460 = Beethoven — Sonatas

```
Бетховен
.
Соната для фортепиано №8 до минор «Патетическая», соч.13;
Соната для фортепиано №14 до-диез минор «Лунная», соч.27 №2;
Соната для фортепиано №23 фа минор «Аппассионата», соч.57.
```

- Январь 2005. Opus Arte — OA0893D = Chopin — Piano Music

```
Шопен
. 24 этюда соч.10 и соч.25.
```

- Февраль 2006. BIS-CD-1330 = Bach — Partitas nos. 4 & 6

```
Бах
.
Партита №4 Ре мажор, BWV 828 (1726);
Партита №6 ми минор, BWV 830 (1726).
```

- Апрель 2008. BIS-SACD-1580 = Mussorgsky, Ravel, Balakirev

```
Мусоргский
. Картинки с выставки, цикл пьес для фортепиано (1874).

Равель
. «Ночной Гаспар» («Призраки ночи»), три поэмы для фортепиано, M.55 (1908).

Балакирев
. «Исламей», восточная фантазия, соч.18.
```

- Ноябрь 2009. BIS-SACD-1482 = Shostakovich & Schnittke — Piano Trios (Kempf Trio)

```
Шостакович
. Фортепианное трио №2 ми минор, соч.67 (1944).

Шнитке
. Фортепианное трио, соч.227 (1992) (авторская обработка Струнного трио, соч.191 (1985)).
```

- Январь 2010. BIS-SACD-1820 = Prokofiev — Piano Concerti nos. 2 & 3 (с Бергенским филармоническим оркестром, дирижёр Эндрю Литтон)

```
Прокофьев
.
Концерт для фортепиано с оркестром №2 соль минор, соч.16 (1923/13);
Соната для фортепиано №2 ре минор, соч.14 (1912);
Концерт для фортепиано с оркестром №3 До мажор, соч.26 (1917-21).
```

- Октябрь 2010. Lightsong Music Group — LMGRCD1 = The Genesis Suite

```
Collaboration with 
Tolga Kashif
 & 
London Symphony Orchestra
 – «Ripples»
Solo Piano – «Entangled»
```

- Февраль 2011. BIS-SACD-1810 = Rachmaninov, Bach/Busoni, Ravel, Stravinsky

```
Рахманинов
. Вариации на тему Корелли для фортепиано ре минор, соч.42 (1931).

Бах
 – 
Бузони
. Чакона из Партиты для скрипки соло №2 ре минор, BWV 1004 (1720) (в переложении для фортепиано).

Равель
. Благородные и сентиментальные вальсы для фортепиано, M.61 (1911).

Стравинский
. Три момента из балета «Петрушка» для фортепиано (1921).
```

- Июль 2012. BIS-SACD-1940 = Gershwin (с Бергенским филармоническим оркестром, дирижёр Эндрю Литтон)

```
Гершвин
.
Концерт для фортепиано с оркестром Фа мажор;
Рапсодия в стиле блюз для фортепиано с оркестром (1924);
Вторая рапсодия для фортепиано с оркестром;
Вариации на «I got Rhythm» для фортепиано с оркестром (1934).
```

- Март 2013. BIS-SACD-2010 = Schumann

```
Шуман
.
Фантастические пьесы, соч.12 (1837);
Blumenstück, соч.19 (1839);
Симфонические этюды для фортепиано, соч.13 (1834/52).
```

- Декабрь 2015. BIS-SACD-2140 = Tchaikovsky

```
Чайковский
.
Большая соната для фортепиано Соль мажор, соч.37[a] (1878);
«Времена года», 12 характеристических картин для фортепиано, соч.37a[bis] (1875–76).
```

- Октябрь 2019. BIS-SACD-2390 = Prokofiev — Piano Sonatas

```
Прокофьев
.
Соната для фортепиано №3 ля минор, соч.28 (1917/07);
Соната для фортепиано №8 Си-бемоль мажор, соч.84 (1939-44);
Соната для фортепиано №9 До мажор, соч.103 (1947).
```

## Увлечения и семья
Фредерик ведёт активный образ жизни. Он увлекается бегом, лыжами, альпинизмом, плаванием, велосипедом, силовыми тренировками, а также языками и автомобилями. Фредди — полиглот: он свободно владеет английским, русским, немецким, французским, итальянским и японским языками, разговаривает на испанском, португальском, корейском, сербском, греческом, румынском, китайском языках и немного на польском, норвежском, датском, словенском, чешском, финском, кантонском, турецком, урду, эстонском, шведском, арабском, вьетнамском и isiZulu.
Проживает в Мюнхене (Германия).
Женат на известной немецкой скрипачке Кате Леммерманн. У них четверо детей: дочь (2009) и три сына (2012, 2014 и 2019 или 2020).